# Leskia miranda
Leskia miranda är en tvåvingeart som beskrevs av Louis-Paul Mesnil 1973. Leskia miranda ingår i släktet Leskia och familjen parasitflugor. Inga underarter finns listade i Catalogue of Life.